# Radclyffe Hall
Radclyffe Hall (Bournemouth, 12 de agosto de 1880-Londres, 7 de octubre de 1943) fue una poeta y escritora británica que en 1927 cobró fama por su libro Adam’s Breed, por el que ganó los premios Prix Femina y James Tait Black. Su siguiente obra, escrita en 1928 y titulada El pozo de la soledad, causó un terrible escándalo por su temática lésbica, pero incrementó al cabo su popularidad tras afrontar juicios en los tribunales británico y estadounidense que intentaban censurar el libro y obligar a destruir los ejemplares ya impresos.

## Biografía
Nació en Bournemouth, Dorset, Inglaterra el día 12 de agosto de 1880, hija de Marie Jane Diehl Sager y Radclyffe Radclyffe Hall. Su padre abandonó el hogar antes del nacimiento de la escritora, obteniendo el divorcio de Marie Jane en 1882. Después de la separación su madre contrajo segundas nupcias con el músico Albert Visetti, con el cual Radclyffe tendría una relación andando el tiempo.
De pequeña se caracterizaba por ser solitaria e introvertida, su madre y su padrastro virtualmente la ignoraban, por lo cual creció entre niñeras. En la infancia se hacía llamar Peter, como su abuelo. Recibió su educación en el King’s College de Londres, y luego prosiguió sus estudios en Alemania.
Al alcanzar la mayoría de edad la escritora heredó la fortuna que su padre le dejó tras su muerte, ocurrida en el año 1898. Esta herencia le permitió convertirse en una persona independiente y viajar por Europa y Norteamérica.
Radclyffe Hall era lesbiana, y se describía a sí misma como una "invertida congénita", calificativo que se empleaba para referirse a la homosexualidad y que había sido tomado de los escritos de Havelock Ellis y de otros sexólogos de la época.
En 1907, a los 27 años, Hall conoció a Mabel Batten en el balneario de Homburg, Alemania. Batten (apodada “Ladye”) era una reconocida cantante amateur de lieder que por aquel entonces contaba 51 años, estaba casada y tenía ya un hijo adulto y un nieto. Se enamoraron, y luego de que el marido de Batten falleció, comenzaron a vivir juntas. Batten le dio a Hall el apodo de John, el cual ella usó por el resto de su vida.

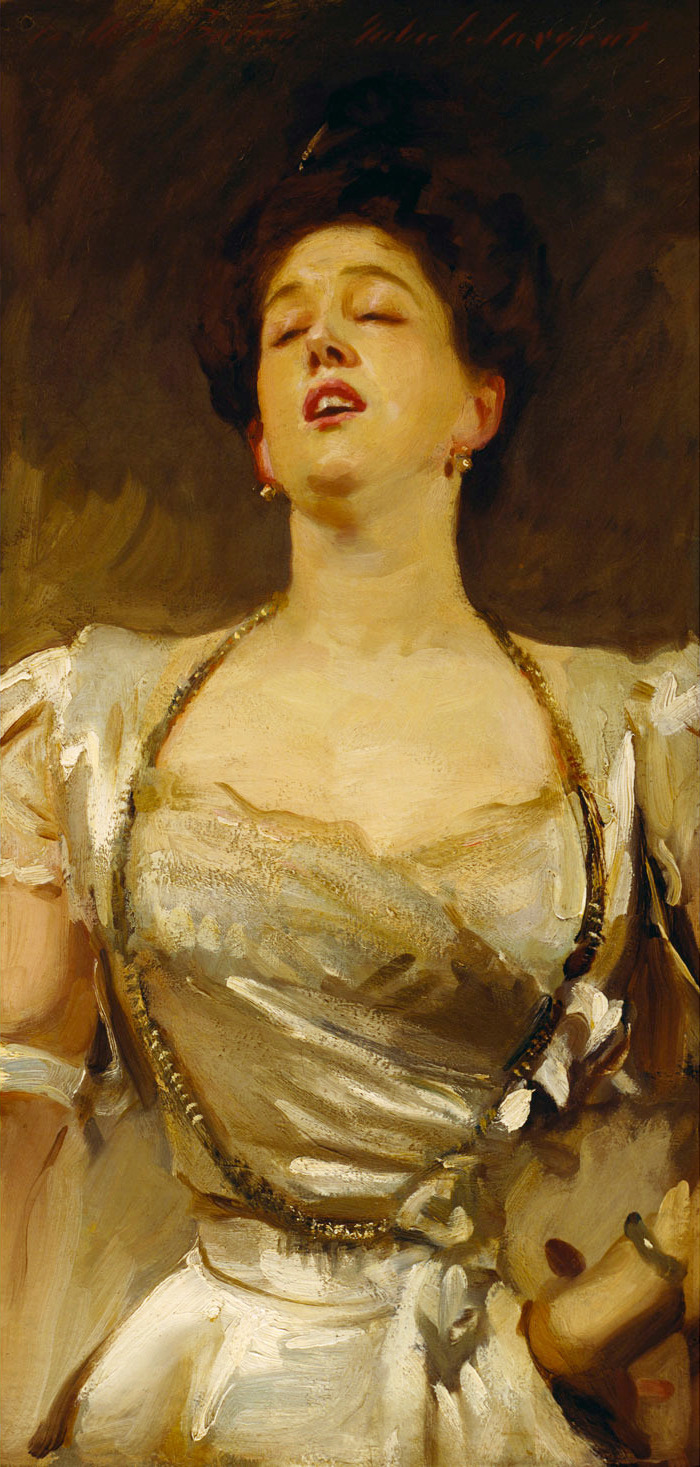
Retrato de Mabel Batten cantando, realizado por John Singer Sargent aproximadamente en 1897.

En 1915 Hall se enamoró de una prima de Mabel Batten, Una Troubridge (1887-1963), una escultora que era esposa de un almirante y madre de una pequeña niña. Mabel fallece al año siguiente, y en 1917,  Radclyffe Hall y Una Troubridge comenzaron a convivir. La relación duraría hasta la muerte de Hall. En 1934, Hall se enamoró de una inmigrante rusa llamada Evguenia Souline, con la que se embarcó en una larga relación dolorosamente soportada por Troubridge. Hall se vio involucrada en romances con otras mujeres con el paso de los años, y posiblemente entre ellas haya estado la cantante de blues Ethel Waters.
Hall vivió en Londres y, durante la década de los 30, en el pequeño pueblo de Rye, East Sussex, con Troubridge. Murió a la edad de 63 años de cáncer de colon, y fue enterrada en el cementerio de Highgate, en Londres.

## Novelas

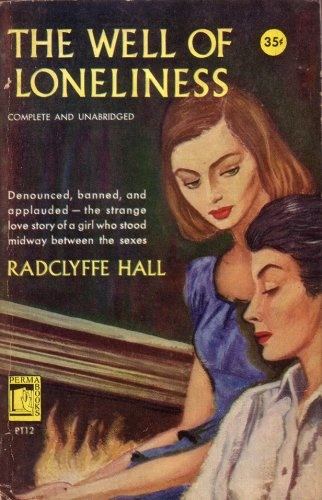
Portada de "El pozo de la soledad" de Radclyffe Hall. Libros permanentes P112, 1951.

La primera novela de Hall fue The Unlit Lamp (que podría traducirse como “La lámpara apagada”), la historia de Joan Ogden, una joven mujer que sueña con mudarse a un apartamento en Londres con su amiga Elizabeth y estudiar para poder convertirse en doctora, pero permanece atrapada por su manipuladora madre y la dependencia emocional que le guarda. Su extensión y temática lo hicieron difícil de vender, así que deliberadamente eligió un tema más ligero para su siguiente novela, una comedia social titulada The Forge. Para publicar esta novela acortó su nombre a M. Radcliffe Hall, pero usaba su nombre completo sólo en sus primeras recopilaciones de poesía. The Unlit Lamp fue editado posteriormente, y fue el primero que firmó simplemente como Radcliffe Hall.
Posteriormente escribió la novela cómica A Saturday Life (1925), y luego Adam’s Breed (1926), una novela acerca de un camarero italiano que, disgustado con su trabajo y con su propio sustento, deja todas sus pertenencias atrás y se retira a vivir como ermitaño en el bosque. El libro tuvo buenas ventas y ganó los premios Prix Femina y James Tait Black.

### El pozo de la soledad
Su novela más célebre es El Pozo de la Soledad (en inglés original, The Well of Loneliness), la única de sus ocho novelas que trata abiertamente sobre temas lésbicos. Publicada en 1928, The Well of Loneliness trata de la vida de Stephen Gordon, una lesbiana masculina que, como Hall misma, se identifica como invertida. Aunque la actitud de Gordon hacia su propia sexualidad es de angustia, presenta al lesbianismo como algo natural y pretende del lector una mayor tolerancia a este modo humano de amar.
Aunque el libro no contiene sexo explícito, fue objeto de un juicio por obscenidad en el Reino Unido que sentenció todas las copias fuesen destruidas. Estados Unidos permitió su publicación, pero solo después de una larga batalla legal.
Radclyffe Hall figuró en el número sesenta de los 500 principales héroes gays y lésbicos en The Pink Paper, edición del 26 de septiembre, número 500.

## Trabajos

### Novelas
- The Forge (1924)
- The Unlit Lamp (1924)
- A Saturday Life (1925)
- Adam's Breed (1926)
- The Well of Loneliness (1928)
- The Master of the House (1932)
- Miss Ogilvy Finds Herself (1934)
- The Sixth Beatitude (William Heineman Ltd, London, 1936)

### Poesía
- The Forgotten Island (London: Chapman & Hall,1915)
- Dedicated to Sir Arthur Sullivan (England: s.n., 1894)
- A Sheaf Of Verses: Poems (London: J. And E. Bumpus, 1908)
- Twixt Earth And Stars (London: John And Edward Bumpus Ltd., 1906)
- Poems Of The Past & Present (London: Chapman & Hall, 1910)
- Songs Of Three Counties And Other Poems (London: Chapman & Hall, Ltd. 1913)
- Rhymes and Rhythms (Milan, 1948)